# Who Do You Think You Are (chanson des Spice Girls)
Pour les articles homonymes, voir Who Do You Think You Are.
Singles de Spice Girls
Mama
(1997) Spice Up Your Life
(1997)
Who Do You Think You Are est le cinquième single du groupe Spice Girls, extrait de leur premier album Spice. Le single sort le 3 mars 1997 au Royaume-Uni.
Le titre est écrit par Les Spice Girls, ainsi que Paul Atkins et Andy Wilson,. La chanson est une musique pop et disco, racontant la vie d'une star. Le single devient  no 1 au Royaume-Uni, les Spice Girls deviennent les seules artistes britanniques ayant 4 single no 1.
Lors des Brit Awards 1997 en février, le groupe interprète la chanson,,,, . 
À noter que ce single est commercialisé en un seul cd avec Mama et qu’il est le single officiel de Comic Relief, dont l’intégralité des fonds sont reversés à cette association, ayant pour but de combattre la famine en Ethiopie.
Au niveau mondial, la chanson est considérée comme un classique de la musique pop moderne,,,.

## Historique
Dès 1994, les cinq Britanniques se croisent et font connaissance durant différentes auditions pour des films et comédies musicales (Cats, Tank Girl, etc.)[réf. nécessaire], jusqu'à la publication en 1994 d'une annonce dans le journal The Stage, au sujet d'une audition pour former un groupe féminin. Le groupe, d'abord appelé Touch, est formé en mars 1994 à la suite d'une audition par petite annonce dans le journal The Stage. Environ 400 candidates sont auditionnées.
Parmi elles sont retenues : Victoria Adams (qui deviendra après son mariage Victoria Beckham), Melanie Brown, Melanie Chisholm, Geri Halliwell et Michelle Stephenson. Les cinq jeunes femmes vont suivre des cours de chant et de danse, en vue d'enregistrer un premier disque. Au bout de quelques mois seulement, Michelle Stephenson quitte le groupe. En effet, sa mère étant atteinte d'une maladie grave, elle préfère retourner à ses études pour pouvoir se consacrer à elle. Après son départ, leur professeur de chant, Pepi Lemer, leur présente l'une de ses élèves, Emma Bunton, qui devient immédiatement sa remplaçante.
Pour faciliter le travail et cultiver une dynamique de groupe, les filles emménagent dans la même maison, où elles vivront et répèteront ensemble plusieurs mois durant. Le groupe change bientôt de nom pour se baptiser Spice puis Spice Girls (un rappeur américain portant déjà le nom Spice à l'époque). 
Mécontentes de la direction prise par leur premier manager (port de vêtements identiques, chansons à l'eau-de-rose...), les Spice Girls décident de se passer des services de Chris Herbert, et d'en trouver un nouveau : il s'agit de Simon Fuller, ancien manager d'Annie Lennox. Avec son aide et après avoir frappé à la porte de plusieurs maisons de disques, elles décrochent un contrat chez Virgin. En 1995, commence donc l'enregistrement de leur premier album, Spice.
En juillet 1996, après avoir fait une première tournée des clubs au Royaume-Uni, les Spice Girls sortent leur premier single, Wannabe, contre la volonté de leur maison de disques. En effet, Virgin Records souhaitait privilégier la chanson Love Thing comme premier single mais finit par céder. La chanson provoque un véritable raz-de-marée, déclenchant alors la « Spice Mania », un phénomène de société mondial, équivalent à celui de la « Beatlemania »,,,,,.

## Structure
Who Do You Think You Are est une musique pop, aux influences disco, qui parle de la vie d’une superstar présomptueuse et comment quelqu'un peut être pris au piège dans le monde de la renommée.

## Performance commerciale
Le single est un succès se classant à la première place des meilleures ventes de singles au Royaume-Uni dès le jour de sa sortie, devenant leur quatrième single no 1, faisant du groupe les seules artistes de l’histoire britannique à avoir 4 singles numéros 1 dans ce pays. Il se vend à 732 000 exemplaires en une semaine. La chanson se classe à la troisième place des meilleures ventes de singles à l’Europe Chart. Elle se classe dans le top 5 dans de nombreux pays comme la France, la Belgique, l’Allemagne, les Pays-Bas, la Suède et la Suisse,,.

## Clip vidéo
Le vidéoclip qui accompagne la chanson est réalisé par Gregg Masuak. Il est composé de scènes où l'on voit les cinq membres du groupe en train de chanter alternant avec des scènes de danseurs.

## Impact et héritage culturel
Grâce à ce single, les Spice Girls sont alors les seules artistes de l’histoire britannique à avoir 4 singles classés numéro 1 dans ce pays, déclassant alors les groupes comme Gerry & The Pacemakers, Frankie Goes to Hollywood, Jive Bunny and the Mastermixers et Robson & Jerome, ayant pour leur part réussi à classer 3 singles en première position.
À noter que ce single est commercialisé en un seul CD avec Mama et qu’il est le single officiel de Comic Relief, dont l’intégralité des fonds sont reversés à cette association, ayant pour but de combattre la famine en Ethiopie.
Lors des Brit Awards 1997 en février, le groupe interprète la chanson dont la tenue de Geri Halliwell, en l’occurrence une robe bleue au couleur du drapeau britannique, font d’elles des icones mondiales de la mode,,,,. Par ailleurs, la robe originale a été vendue au Hard Rock Cafe à Las Vegas, en récoltant plus de 41 320 dollars pour une œuvre de charité, ce qui établit cette vente comme le vêtement porté et vendu le plus cher par une célébrité de l’histoire au Guinness World Record,.

## Liste des titres et formats
| - Royaume-Uni CD2/Australie CD2/Brésil CD/Europe CD2/Afrique du Sud CD, 1. Who Do You Think You Are (radio version) – 3:44 2. Mama (radio version) – 3:40 3. Who Do You Think You Are (Morales Club Mix) – 9:30 4. Who Do You Think You Are (Morales Dub Mix) – 7:00 - France CD 1. Who Do You Think You Are (radio version) – 3:44 2. Who Do You Think You Are (instrumental) – 3:44 | - Royaume-Uni 12" promo vinyl single 1. A1: Who Do You Think You Are (Morales Club Mix) – 9:30 2. B1: Who Do You Think You Are (Morales Club Dub) – 7:00 3. B2: Who Do You Think You Are (Morales Bonus Mix) – 4:40 - Italie 12" vinyl single 1. A1: Who Do You Think You Are (Morales Club Mix) – 9:30 2. A2: Who Do You Think You Are (Morales Bonus Mix) – 4:40 3. B1: Mama (album version) – 5:03 4. B2: Who Do You Think You Are (Morales Club Dub) – 7:00 |

## Classements
| Classement (1997)                       | Meilleure position |
| --------------------------------------- | ------------------ |
| Allemagne (Media Control AG)            | 4                  |
| Australie (ARIA)                        | 13                 |
| Belgique (Flandre Ultratop 50 Singles)  | 10                 |
| Belgique (Wallonie Ultratop 50 Singles) | 7                  |
| Écosse (Official Charts Company)        | 1                  |
| Europe (European Hot 100 Singles)       | 3                  |
| France (SNEP)                           | 16                 |
| Hongrie (Mahasz)                        | 8                  |
| Islande (Íslenski Listinn Topp 40)      | 13                 |
| Irlande (IRMA)                          | 1                  |
| Italie (FIMI)                           | 26                 |
| Norvège (VG-lista)                      | 12                 |
| Nouvelle-Zélande (RMNZ)                 | 6                  |
| Pays-Bas (Nederlandse Top 40)           | 2                  |
| Pays-Bas (Single Top 100)               | 3                  |
| Royaume-Uni (UK Singles Chart)          | 1                  |
| Suède (Sverigetopplistan)               | 5                  |
| Suisse (Schweizer Hitparade)            | 6                  |

| Classement (1997)                    | Position |
| ------------------------------------ | -------- |
| Allemagne                            | 46       |
| Nouvelle-Zélande (Recorded Music NZ) | 44       |

| Pays                     | Certification | Ventes  |
| ------------------------ | ------------- | ------- |
| Allemagne (BVMI)         | Or            | 250 000 |
| Belgique (Wallonie BEA)  | Or            | 25 000  |
| France (SNEP)            | Or            | 250 000 |
| Nouvelle-Zélande (RIANZ) | Or            | 5 000   |
| Pays-Bas (NVPI)          | Or            | 50 000  |
| Suède (GLF)              | Or            | 5 000   |
| Royaume-Uni (BPI)        | Platine       | 732 000 |